# Nampa, Idaho
Nampa, Idaho là một thành phố thuộc quận, tiểu bang Idaho, Hoa Kỳ. Thành phố có diện tích 	80,8 km² km², dân số thời điểm năm 2000 theo điều tra của Cục điều tra dân số Hoa Kỳ là 81.557 người2.